# Anita Garibaldi (colonna sonora)
Anita Garibaldi è un doppio album del cantante Amedeo Minghi pubblicato nel 2012 dall'etichetta discografica Rai Trade/Edel Music. Si tratta della colonna sonora realizzata per la miniserie televisiva Anita Garibaldi trasmessa da Rai1 il 16 e 17 gennaio 2012 in occasione dei 150 anni dell'unità d'Italia.

## Tracce
CD 1 - Le canzoni
1. Introduzione (di A.Minghi)
2. Così sei tu (di Paolo Audino-Stefano Borgia/A.Minghi)
3. Il vero amore (di P.Audino-S.Borgia/A.Minghi)
4. Distratta poesia (di P.Audino-S.Borgia/A.Minghi)
5. Piccola spina (di P.Audino-S.Borgia/A.Minghi)
6. La notte più lunga del mondo (di P.Audino-S.Borgia/A.Minghi)
7. Intermezzo (di A.Minghi)
8. Una idea (di P.Audino-S.Borgia/A.Minghi)
9. Certe cose (di P.Audino-S.Borgia/A.Minghi)
10. Anita (di P.Audino-S.Borgia/A.Minghi)
11. Cercatori d'oro (di P.Audino-S.Borgia/A.Minghi)
12. Merry Christmas (ancora tornerà Natale) (di A.Minghi/A.Minghi)
13. Ripresa finale (di A.Minghi)

CD 2 - La colonna sonora della fiction tv 
1. Tema di Anita
2. Anita fugge dalla prigionia
3. Tema di Garibaldi
4. Anita e Giuseppe cavalcano
5. L'agguato
6. Anita e Giuseppe tema d'amore
7. Anita e Giuseppe in famiglia
8. Il tradimento di Pedro
9. Anita scrive a Giuseppe
10. Anita al ruscello
11. Il presagio
12. Festa in piazza
13. Ciceruacchio uccide Cirillo
14. Garibaldi e Teresita
15. Alla fiera
16. Garibaldi la sconfitta
17. Anita assiste Mameli
18. Anita e Giuseppe la fuga
19. Anita e Giuseppe a Roma
20. Anita e Menotti
21. Il presagio (fugato)
22. Tema di Ciceruacchio
23. Morte di Ciceruacchio e Don Ugo Bassi
24. Anita e Giuseppe al lago
25. Anita a Casa Belgioioso
26. Battaglia Porta S. Pancrazio
27. Anita muore
28. Tema d'amore finale